# Hugo Riesenfeld
Hugo Riesenfeld (* 26. Januar 1879 in Wien, Österreich-Ungarn; † 10. September 1939 in Los Angeles, Kalifornien, Vereinigte Staaten) war ein österreichisch-US-amerikanischer Filmkomponist. Als Kinodirektor begann er 1917 eigene Orchesterkompositionen für Stummfilme zu schreiben und war somit Mitbegründer der modernen Filmmusik, die eine der Handlung angemessene, eigene Komposition darstellt. Riesenfeld komponierte in seiner Karriere etwa 100 Filmmusiken.
Seine erfolgreichsten Kompositionen waren jene zu Cecil B. DeMilles Joan the Woman (1917), The Ten Commandements und King of Kings (1927), David Griffiths Abraham Lincoln (1930) sowie die Originalpartituren zu Friedrich Wilhelm Murnaus Sunrise (1927) und Tabu (1931).

## Leben
Hugo Riesenfeld wuchs in einer jüdischen Familie auf. Er begann im Alter von sieben Jahren mit einem Geigenstudium am Konservatorium der Gesellschaft der Musikfreunde in Wien, wo er mit 17 Jahren in den Fächern Piano, Violine bei Jakob Grün und Arnold Rosé sowie Komposition bei Robert Fuchs graduierte. Als Geiger wirkte er von 1901 bis 1907 bei den Wiener Philharmonikern an der Staatsoper. Bereits ab Mitte der 1890er Jahre spielte er mit Arnold Schönberg, Artur Bodanzky und Edward Falck in einem Streichquartett.
1907 emigrierte Riesenfeld nach New York, wo er bis 1911 in Oscar Hammersteins Manhattan Opera Company als Konzertmeister wirkte. Anschließend war er drei Saisonen Orchesterleiter des Musical-Unternehmens Klaw & Erlanger, gefolgt von einer Tätigkeit als Konzertmeister und Dirigent an der Century Opera. 1915 arbeitete er erstmals für den Film, als er die Musikbegleitung für Jesse L. Laskys Stummfilm Carmen dirigierte.
Als Nachfolger von Samuel Lionel „Roxy“ Rothafel leitete er von 1917 bis 1925 die Broadway-Kinos von Paramount Rivoli (2300 Sitzplätze), Rialto (2300 Sitzplätze) und Criterion (650 Sitzplätze), wo er die Praxis des long run film einführte. Die Kinos gehörten zu den ersten, die Filme länger als eine Woche spielten – 1923 lief „gelegentlich zehn Wochen das gleiche Stück mit unverminderter Zugkraft – so genau kennt er sein Publikum“, schrieb die Wiener Fachzeitschrift Der Filmbote 1923 in einem Artikel über die New Yorker Kinos und Hugo Riesenfeld. „Er sagt, das Publikum kennen und wissen, was man ihm zeigen muß, ist überhaupt das Geheimnis des Erfolges beim Theater und Kino; man muß eben individualisieren und wissen, was dort und was da ‚zieht‘.“
Die von ihm geführten Kinos verfügten über ein eigenes Orchester zur Stummfilmbegleitung. Dieses griff damals jedoch noch auf ein bereits bestehendes Repertoire aus Opern- und Operettenmusik sowie Ausschnitte anderer Kompositionen zurück. Riesenfeld begann als einer der ersten eigene Kompositionen für Filme zu schreiben. Er wurde neben A. W. Ketelby und Ernö Rapée zum Pionier moderner, qualitativ hochwertiger Filmmusik und war zudem Mitbegründer der Kinothekenmusik – thematisch gegliederte Musiksammlungen für Stummfilmkinoorchester und -musiker. „Herr Riesenfeld legt sehr viel Gewicht auf die Musik im Kino“, schrieb Der Filmbote in seiner 1923 erschienenen Reportage weiters. „In seinen beiden großen Theatern wechselt Orchester mit Orgel ab. Sein Organist bekommt 250 Dollar in der Woche, auch die 70 Orchestermusiker sind gut bezahlt, denn die niederste Gage beträgt 70 Dollar die Woche. […] Selbstverständlich sind die Geschäftsspesen in Amerika ganz anders als bei uns. Herr Riesenfeld erklärt, daß er eine Einnahme von 50.000 Dollars pro Woche haben muß, um auf seine Spesen zu kommen und zu diesem Zweck wöchentlich 120.000 Zuschauer, da er sonst daraufzahle. […] In seinen Theatern erscheinen Neuheiten stets in der ersten Woche. […] Herr Riesenfeld bezahlt bis zu 6000 Dollars wöchentlich für das Erstaufführungsrecht eines guten Films.“
Ab 1923, als er den Western The Covered Wagon vertonte, war Riesenfeld einer der meistbeschäftigten Filmkomponisten Hollywoods. Von 1928 bis 1930 war er Generalmusikdirektor der United Artists. Danach arbeitete Riesenfeld für Independent-Produktionen.
Abseits der Filmbranche war er als Dirigent des Los Angeles Symphony Orchester tätig und als Komponist im klassischen Bereich. So komponierte er das Ballett Chopin’s Dances (1905), die komische Oper Merry Martyr (1913), die 1921 am Broadway aufgeführte Music Show Betty Be Good, Children’s Suite (1928) sowie Ouvertüren, Orchestermusik und Songs.
Hugo Riesenfeld starb 1939 nach einer schweren Krankheit. Seine Tochter Janet wirkte unter den Pseudonymen Raquel Rojas und Janet Alcoriza in einigen mexikanischen Filmen als Tänzerin und Schauspielerin mit und avancierte später zur Drehbuchautorin.

## Filmografie (Auswahl)
- 1915: Carmen (als Dirigent; Regie: Raoul Walsh)
- 1917: Joan the Woman
- 1918: A Christmas Fantas (Kurzfilm; Produktion, Regie)
- 1919: Sahara (Regie: Arthur Rosson)
- 1920: Humoresque (Regie: Frank Borzage)
- 1921: La Tosca (Neukomposition; Regie: Edward José)
- 1921: Reputation (Regie: Stuart Paton)
- 1923: Die zehn Gebote (The Ten Commandements)
- 1923: Die Karawane (The Covered Waggon)
- 1923: Der Glöckner von Notre Dame (The Hunchback of Notre Dame)
- 1924: Monsieur Beaucaire, der königliche Barbier (Monsieur Beaucaire)
- 1925: Der Untergang der roten Rasse (The Vanishing American)
- 1925: Madame Sans-Gêne
- 1925: Beggar on Horseback
- 1925: Der Wanderer (The Wanderer)
- 1926: Der Wolgaschiffer (The Volga Boatman)
- 1926: Der Todesritt vom Little Bighorn (The Flaming Frontier)
- 1926: Blutsbrüderschaft (Beau Geste)
- 1926: Lord Satanas (The Sorrows of Satan)
- 1926: Korsaren (Old Ironsides)
- 1927: Chang
- 1927: Sonnenaufgang – Lied von zwei Menschen (Sunrise)
- 1927: Spuk im Schloß (The Cat and the Canary)
- 1927: König der Könige (King of Kings)
- 1927: Onkel Tom’s Hütte (Uncle Tom's Cabin)
- 1927: Die letzten Tage von San Francisco (Old San Francisco)
- 1928: Der König von Soho (The Street of Sin)
- 1928: Komödie einer Liebe (The Battle of the Sexes)
- 1928: The Cavalier (Regie: Irvin Willat)
- 1928: Die Fahrt ins Feuer (The Awakening)
- 1928: Ramona
- 1928: Die Verschwörer (Two Lovers)
- 1928: Vergeltung (Revenge)
- 1928: Die Stunde der Entscheidung (The Woman Disputed)
- 1929: Flucht von der Teufelsinsel (Condemned!)
- 1929: Bulldog Drummond
- 1929: Die eiserne Maske
- 1929: Der König der Bernina (Eternal Love)
- 1929: Der Widerspenstigen Zähmung (The Taming of the Shrew)
- 1929: Die Rettung (The Rescue)
- 1929: Coquette
- 1930: Abraham Lincoln
- 1930: Hell’s Angels (Hell’s Angels)
- 1930: Der Tolpatsch (Lummox)
- 1931: Tabu
- 1932: White Zombie
- 1933: Ahasver, der ewige Jude (The Wandering Jew)
- 1934: The President Vanishes (Regie: William A. Wellman)
- 1935: Phantom-Reiter (The Phantom Empire)
- 1935: Hard Rock Harrigan (Music Arranger) (Regie: David Howard)
- 1936: Robinson Crusoe of Clipper Island (Regie: Ray Taylor, Mack V. Wright)
- 1936: Daniel Boone (Music Departement/stock music) (Regie: David Howard)
- 1937: Der singende Pfeil (The Painted Stallion) (Regie: Alan James, Ray Taylor, William Witney)
- 1937: Make a Wish (music departement)
- 1938: Tarzan’s Revenge (Regie: D. Ross Ledermann)
- 1938: Wide Open Faces (Regie: Kurt Neumann)

posthum verwendet:
- 1940: The Return of Frank James (stock music; Regie: Fritz Lang)
- 2003: Der Letzte Mann – Das Making of (Kurzdokumentarfilm, Regie: Luciano Berriatúa)

## Auszeichnungen
- 1938: Oscarnominierung für die beste Filmmusik zu Make a Wish